# 페르비디콕쿠스속
페르비디콕쿠스속은 페르비디콕쿠스과의 유일속이다.